# Bara kassen
Bara kassen (薔薇合戦, lit. "batalha de rosas") (bra: A Batalha das Rosas) é um filme de drama japonês de 1950 dirigido por Mikio Naruse. É baseado no romance de pré-guerra Bara kassen do escritor japonês Fumio Niwa.

## Elenco
- Kuniko Miyake
- Setsuko Wakayama
- Yoko Katsuragi
- Koji Tsuruta
- Toru Abe
- Mitsuo Nagata
- Yoko Wakasugi
- Shiro Osaka
- Noriko Sengoku
- Hanshiro Iwai
- Eitarô Shindô
- Toshiko Ayukawa
- Haruo Inoue
- Shigeo Shizuyama
- Hiroshi Aoyama

## Recepção
A biógrafa de Naruse, Catherine Russell, classificou Bara kassen como um pequeno trabalho feito pelo diretor, que parecia "ter sido montado às pressas, com algumas edições surpreendentemente abruptas e um roteiro bastante pobre[...] baseado no sensacionalismo da mulher "solta" da época".